# Tocantinópolis Esporte Clube
El Tocantinópolis Esporte Clube es un equipo de fútbol de Brasil que juega en el Campeonato Tocantinense, la primera división del estado de Tocantins; y en el Campeonato Brasileño de Serie D, la cuarta división nacional.

## Historia
Fue fundado el 1 de enero de 1989 en el municipio de Tocantinópolis en el estado de Tocantins originario de un club que militó en el Torneo Integración del Norte que se jugaba en el estado de Goiás hasta que el estado de Tocantins fue reconocido por el gobierno de Brasil como estado.
El club debuta en el torneo aficionado del estado en 1989 de donde salió campeón y un año después fue campeón estatal aficionado. En 1993 se profesionaliza en fútbol en el estado de Tocantins y Tocantinópolis pasa al profesionalismo y gana el Campeonato Tocantinense en ese año, el primer campeón estatal bajo el formato profesional. Luego del título profesional se convirtió en el primer equipo del estado de Tocantins en jugar un torneo a escala nacional: la clasificación al Campeonato Brasileño de Serie B de 1994 donde fue eliminado al terminar en último lugar de su zona.
En 1997 participa por primera vez en el Campeonato Brasileño de Serie C donde fue eliminado en la primera ronda al terminar en tercer lugar de su zona solo superando al Sociedade Esportiva Ceilandense del distrito Federal de Brasil, quedando a un punto de la clasificación y terminó en el lugar 30 entre 64 equipos. En 1999 vuelve a participar en el Campeonato Brasileño de Serie C donde es eliminado en la primera ronda al terminar en último lugar en su zona entre seis equipos donde solo pudo hacer cinco puntos, finalizando en el lugar 32 entre 36 equipos.
En el año 2000 participa en la Copa Joao Havelange luego de ser finalista del Campeonato Tocantinense en 1999, una liga que conjuntó a los participantes de las ligas a escala nacional y los dividió en módulos. Tocantinópolis participó en el módulo verde y blanco, donde supera la primera ronda al terminar en tercer lugar de su grupo, pero en la segunda ronda es eliminado al terminar en segundo lugar de su zona, quedando a un punto del Central Sport Club del estado de Pernambuco, el equipo que clasificó.
Tras perder la final del Campeonato Tocantinense en 2001, logra clasificar al Campeonato Brasileño de Serie C de ese año, donde es eliminado en la primera ronda al terminar en quinto lugar de su zona entre seis equipos solo superando al Moto Club de Sao Luis del estado de Maranhao.
En 2002 es campeón estatal, y con ello obtiene la clasificación al Campeonato Brasileño de Serie C en ese año y por primera vez a la Copa de Brasil de 2003, donde supera la primera ronda al terminar en segundo lugar de su zona solo por detrás del Tuna Luso Brasileira del estado de Pará, pero es eliminado en la segunda ronda 1-2 por el Nacional Futebol Clube del estado de Amazonas, finalizando en el lugar 22.
En 2003 en su primera aparición en la Copa de Brasil fue eliminado en la primera ronda por la regla del gol de visitante por el Esporte Clube Vitória del estado de Bahía. En ese año no pudo revalidar el título de campeón estatal al ser eliminado en semifinales, pero clasifica nuevamente al Campeonato Brasileño de Serie C de ese año, donde supera la primera ronda al ganar su zona de clasificación, pero es eliminado en la segunda ronda por la Sociedade Esportiva e Recreativa Chapadão del estado de Mato Grosso del Sur, finalizando en el lugar 40.
En 2004 queda eliminado en las cuadrangular final del Campeonato Tocantinense, pero gana la Copa Tocantins por primera vez, lo que lo clasifica al Campeonato Brasileño de Serie C en 2005, donde supera la primera ronda al terminar en segundo lugar de su zona, pero es eliminado 3-4 en la segunda ronda por el Clube do Remo del estado de Pará.
En 2010 finalizó en tercer lugar del Campeonato Tocantinense, lo que fue suficiente para clasificar por primera vez al Campeonato Brasileño de Serie D de 2011 como el único representante del estado de Tocantins en la liga, donde fue eliminado en la primera ronda al terminar en último lugar en su zona y terminó en el lugar 34 entre 40 equipos.
Fue hasta 2015 que consigue ser campeón estatal nuevamente, logrando la clasificación a la Copa de Brasil y al Campeonato Brasileño de Serie D de 2016. En la cuarta división nacional es eliminado en la primera ronda al terminar en tercer lugar de su zona donde solo superó al Santos del estado de Amapá y terminó en el lugar 38 entre 68 equipos; mientras que en la copa de Brasil de ese año fue eliminado en la primera ronda 1-3 por el Esporte Clube Juventude del estado de Mato Grosso del Sur.
En la temporada 2021, se consagró campeón por quinta vez del Campeonato Tocantinense tras vencer en la final al Araguacema, clasificando a la Serie D y Copa de Brasil del año siguiente.
En su tercera participación en la Copa de Brasil, consiguió por primera vez pasar de la primera ronda, tras vencer sorpresivamente por 1-0 al Náutico de local. En segunda ronda se enfrentó al FC Cascavel, al cual venció por 2-0, avanzando a tercera ronda, donde enfrentó al Athletico Paranaense. Abrió la llave ante el furacão como local, perdiendo 2-5. En el partido de vuelta perdió por 4-0, con lo cual cayó eliminado tras lograr una campaña histórica para el club. Ese mismo año consiguió ser bicampeón consecutivo del Campeonato Tocantinense. En su participación en la Serie D, fue ubicado en el grupo 2, donde terminó en segunda posición. En la segunda fase eliminó al São Raimundo de Amazonas tras ganar 6-3 en el marcador global. En tercera fase eliminó al Santa Cruz tras vencer en el duelo de vuelta por 1-0. En cuartos de final se jugaba el ascenso ante São Bernardo FC, sin embargo, tras perder 0-3 como local y 2-0 como visitante, quedó eliminado, a puertas de poder subir a Serie C.

## Palmarés
- Campeonato Tocantinense: 7

1990, 1993, 2002, 2015, 2021, 2022, 2023
- Copa Tocantins: 1

2004
- Torneo Prefecto Luis Carlos Noleto: 1

1997